# Film Comment
Film Comment es una revista de arte y cultura que ahora publica la Film Society of Lincoln Center, de la cual es la publicación oficial. Incluye reseñas y análisis de cine de autor, arte y experimental de todo el mundo. Fundada en 1962 y originalmente publicada como trimestral, Film Comment comenzó a publicarse cada dos meses con la edición de noviembre/diciembre de 1972. En 2007, la revista recibió el premio Utne Independent Press a la mejor cobertura artística. El equipo editorial de la revista también organiza la selección anual de comentarios de películas en la Film Society of Lincoln Center.